# Malaika (geslacht)
Malaika is een geslacht van spinnen uit de  familie van de Phyxelididae.

## Soorten
- Malaika delicatula Griswold, 1990
- Malaika longipes (Purcell, 1904)